# Heinrich Präger
Heijman (Heinrich) Präger ( Amsterdam, 23 december 1783 – Maagdenburg, 7 augustus 1854) was een Duits dirigent, violist, gitarist en componist van Nederlandse komaf.
Heinrich Aloys Präger was zoon van muzikant Aron Heijman Präger (zoon van Sara Abrahams Emmerik) en Eva Joseph (dochter van Joseph Lipman), in ondertrouw op 12 juli 1782 (zijn naam is verbasterd tot Prieger) . Broer Orest Präger was eveneens musicus. Hijzelf was getrouwd met Elisabeth Davis. Hun zoon Ferdinand Präger, geboren in Leipzig, was ook werkzaam in de muziekwereld.
Hij bracht zijn jeugd al door in Duitsland, Braunschweig in Keurvorstendom Brunswijk-Lüneburg. Zijn eerste geld kreeg hij in de hoedanigheid van dirigent van een theatergezelschap dat rondreisde in de zogenaamde “Franzosenzeit” (interbellum Napoleontische oorlogen). Vanaf 1810 was hij samen met Ernst Petermann werkzaam in Nordhausen, maar niet veel later leidde hij zijn eigen theatertroep. In het seizoen 1814-1815 was hij aangesloten bij het gezelschap van Joseph Seconda dat zowel in Dresden als in Leipzig uitvoeringen gaf, De twee seizoenen daarna was hij werkzaam in Koningsbergen met in 1816 een uitstap naar Riga. Er volgde in 1817-1818 een seizoen in Tilsit. In november 1818 zou hij zich in Münster hebben bevonden ter gelegenheid van de uitvoering van zijn opera Der Kyffhäuser Berg (al werd die later toegeschreven aan Heinrich Marschner). In 1821 volgde Präger Friedrich Schneider op als muzikaal leider van het Altes Theater Leipzig; een functie die hij tot in 1828 bekleedde. In de periode 1826 tot 1831 was hij voorts redacteur van het muzikale maandblad Polyhymna. Dat combineerde hij ook nog met de functie muzikaal leider van het Stadstheater Maagdenburg.
Vanaf 1829 was hij tevens werkzaam in Hannover; hij volgde Wilhelm Sutor op in de baan van kapelmeester aan het  hof aldaar. Deze verre voorloper van het Niedersächsisches Staatsorchester Hannover gaf concerten in het operahuis dat gekoppeld was aan het hof. Hij werd daarin rond 1831 opgevolgd door de eerder genoemde Heinrich Marchner; Präger zelf was toen werkzaam bij het Stadstheater Aken in Aken; hij was er naast Friedrich Wilhelm Telle tweede dirigent. Daarna werd het stil rond Präger, maar in 1838 wordt nog even melding gemaakt van een optreden in Keulen; hij wordt dan omschreven als zijn de uit Bielefeld.
Volgens de Nederlandse naslagwerk schreef hij opera’s en kamermuziek, waaronder zijn Drie strijkkwartetten opus 43.